# Transarabský ropovod

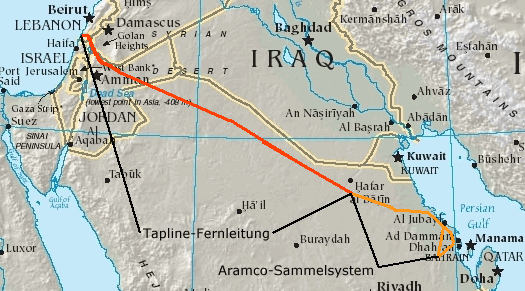
Trasa Transarabského ropovodu

Transarabský ropovod, známý též jako Tapline, byl ropovod vedoucí z Kajsumy v Saúdské Arábii do Sidonu v Libanonu. V době svého provozu se jednalo o významný faktor globálního obchodu s ropou, napomáhající jak ekonomickému rozvoji Libanonu, tak americkým a blízkovýchodním politickým vztahům. Celý ropovod byl dlouhý 1214 kilometrů a měl 760 mm v průměru. Jeho počáteční kapacita činila 300 tisíc barelů denně, postupně však v důsledku dostavby přečerpávajících stanic vzrostla až na 500 tisíc barelů denně.

## Historie

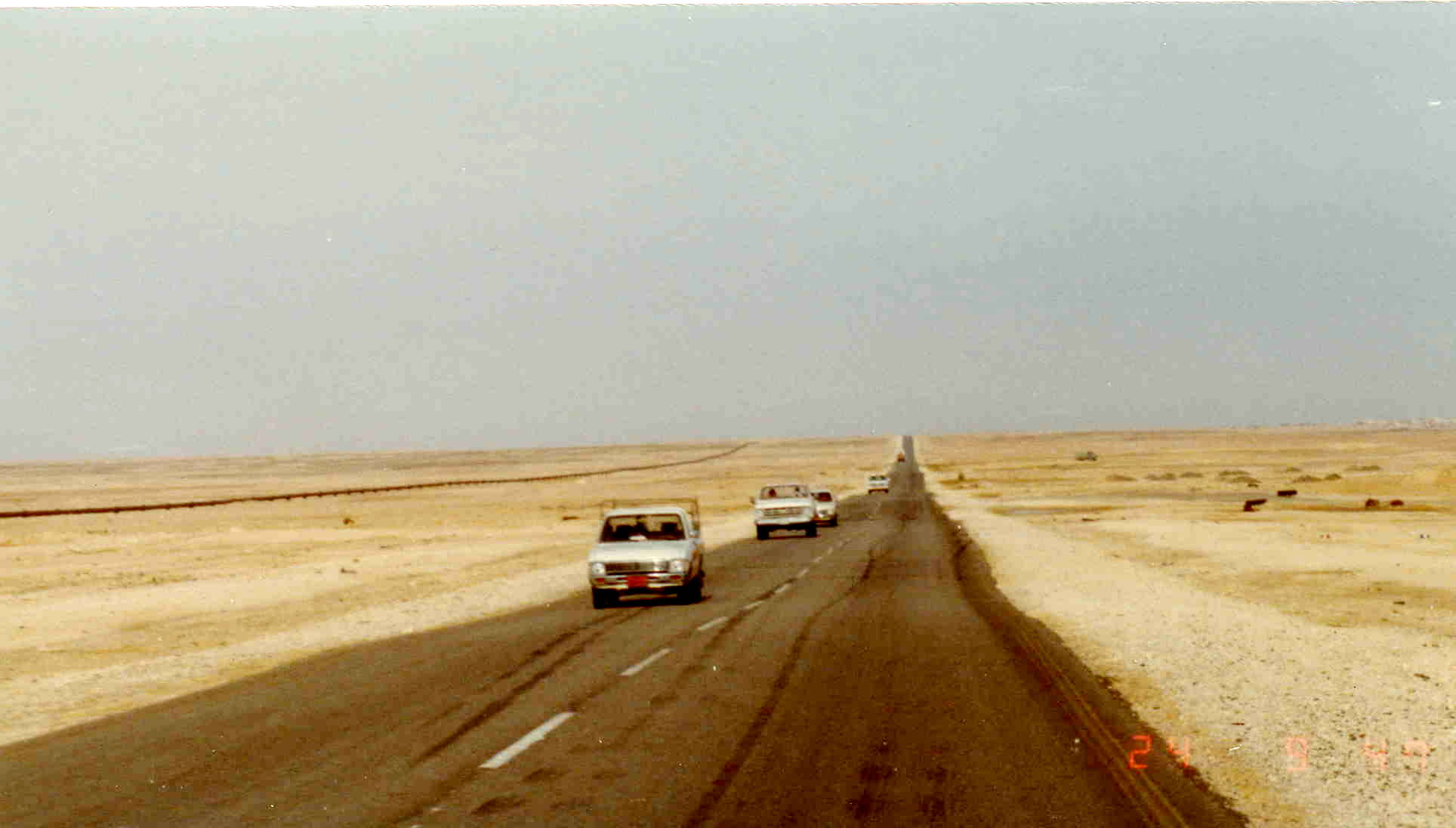
Ropovod v Saúdské Arábii, 1982

Výstavba ropovodu začala roce 1947 a podílela se na ní převážně americká společnost Bechtel. Původním záměrem bylo, aby ropovod končil v Haifě, která byla toho času součástí britské mandátní Palestiny, avšak v důsledku vzniku Izraele bylo přistoupeno k alternativní trase vedoucí skrz Sýrii (přes Golanské výšiny) do Libanonu, kde se stal koncovou částí přístav Sidon. Samotný provoz ropovodu započal v roce 1950.
Během šestidenní války v roce 1967 Izrael dobyl Golanské výšiny a část ropovodu vedoucí tímto územím se tak dostala pod jeho kontrolu. Nehledě na to Izrael umožnil pokračující využívání ropovodu. Po letech neustálého hašteření nad tranzitními poplatky mezi Saúdskou Arábii, Sýrii a Libanonem a v důsledku příchodu ropných supertankerů a poruch ropovodu byla část ropovodu od Jordánska až po Sidon v roce 1976 odstavena. Zbývající část mezi Saúdskou Arábii a Jordánskem byla i nadále využívána k přepravě skromného množství ropy, a to až do roku 1990, kdy Saúdové ropovod uzavřel v reakci na jordánskou podporu Iráku během první války v Zálivu. Dnes je ropovod neschopný transportu ropy.